# McLaren MCL60
Vůz McLaren MCL60 je evolucí předchozího monopostu, jenž převzal některé prvky od týmů Red Bull a Alpine. Označení vozu odkazuje na výročí 60. let od založení týmu. Dle dosud používaného číslování, které začalo v roce 1981, mělo být označení vozu MCL37. Po odchodu Daniela Ricciarda doplní Lando Norrise nováček Oscar Piastri.

## Výsledky v sezóně 2023

### Předsezónní testování
První zkušební jízdy vykonal vůz v Bahrajnu dne 21.2. v rámci filmového dne. Poté se zúčastnil jediného předsezónního testu konaného na tomtéž okruhu od 23.2. do 25.2. Během testů se tým potýkal s několika drobnými problémy, které šéf týmu Andrea Stella i jezdci označili za běžné při zkoušení nového vozu a neovlivní přípravy na závod. Celkově ujeli oba jezdci 1688 km/312 kol. Ačkoliv jde o značné zlepšení oproti loňskému druhému testu, kdy se tým potýkal s problematickým chlazením předních brzd, dosáhl McLaren s výrazným odstupem nejnižšího nájezdu ze všech týmů.
Již během představení vozu dne 13.2. mírnil Stella očekávání a zmiňoval, že se nepodařilo plně splnit některé vývojové cíle v oblasti aerodynamiky. Dosažená zlepšení shrnul slovy:
| „ | Takže jsme šťastní. Ne úplně šťastní s úvodním autem, ale optimističtí, že brzy dosáhneme dobrého pokroku. | “ |

Očekávání přitom nebyla velká, neboť velký posun očekává McLaren v nadcházejících dvou sezónách po letošním zprovoznění nového větrného tunelu a simulátoru.  Během testů se ukázaly některé slabé stránky patrné již na loňském vozu. Výkonný ředitel McLarenu Zak Brown znovu zopakoval, že tým si byl vědom nedosažení určitých cílů ve vývoji. Avšak čekal, že situace bude lepší. Pozorování monopostu na trati ukázalo na podobné problémy s ovládáním a stabilitou, jaké vykazoval loňský vůz, což v pozdějším rozhovoru potvrdil Piastri.

### Úvodní závody
V první kvalifikaci sezóny v Bahrajnu těsně postoupil Norris do druhé části se shodným časem jako Logan Sargeant díky tomu, že tento čas zajel dříve. Do třetí části se však už nedostal a do závodu startoval z 11.příčky. Piastri nepostoupil z úvodní části a startoval až z 18.místa. I přes ukázku dobré závodní rychlosti nedokázal tým bodovat. Piastri závod nedokončil a Norris dojel poslední kvůli technické závady, která si vynutila zastávku v boxech přibližně každých 10 kol. Celkem tak byl v boxech šestkrát. Po závodě uvedl šéf týmu Stella, že rychlost obou vozů byla povzbuzující a nebýt technických problémů mohli oba jezdci získat body. Do druhého závodu vstoupil McLaren s očekáváním bodového výsledku po dlouhé analýze s cílem vyřešit problémy z prvního závodu. V kvalifikaci se Piastri probojoval až do poslední části a po penalizaci Leclerca obsadil 8. příčku. Naopak Norris skončil předposlední poté co v první části narazil do bariéry a poškodil zavěšení levého předního kola svého vozu. Kvůli drobným kontaktům v prvním kole museli oba jezdci absolvovat hned v úvodu zastávku v boxech, v obou případech navíc prodlouženou o výměnu předního křídla, a propadli se na konec závodního pole. Závod nakonec lépe vyšel Piastrimu, který již do boxů znovu nezajel a dokázal v závěru závodu předjet Norrise a Sargeanta aby obsadil 15. místo.
Krátce po druhém závodě opustil tým výkonný technický ředitel James Key. V rámci změny organizace technické divize týmu bude jeho pozice rozdělena na tři samostatné, které obsadí David Sanchez (technický ředitel), Peter Prodromou (vedoucí vývoje aerodynamiky) a Neil Houldey (ředitel pro inženýrství a design). Tento nový technický tým doplní provozní ředitel Piers Thynne. Před zahájením víkendu v Austrálii prohlásil Stella v rozhovoru, že očekávané velké zlepšení chystané pro čtvrtý závod sezóny v Baku bude jen prvním z trojice velkých balíků, které tým chystá. Doplnil, že druhý balík zlepšení, který má přijít ještě před letní přestávkou, bude obsahovat mnohem více změn a půjde v zásadě o "B-verzi" monopostu, na kterou již bude mít vliv výše uvedená změna struktury.
Australská kvalifikace byla pro tým opět zklamáním. Piastri se těsně nedokázal dostat z první části i přes vypadnutí Péreze a do závodu vyrazil z 16. místa. Norris vypadl v druhé části a na 13. místě. V chaotickém závodu, který byl třikrát přerušen červenými vlajkami a ve kterém nedokončilo závod celkem 8 vozů, se oba jezdci vyhnuli problémům a několikrát jim přerušení závodu pomohlo k vylepšení pozic oproti oponentům. Po penalizaci Sainze v závěru závodu byl Norris klasifikován na 6. a Piastri na 8. místě. Ziskem 12 bodů se McLaren posunul v Poháru Konstruktérů z posledního místa na páté.
Do Ázerbájdžánu přivezl tým dlouho ohlašovaná zlepšení, která se týkala především nové geometrie podlahy doplněné o díly s nižším aerodynamickým odporem pro rychlé pasáže okruhu v Baku. V rámci nového formátu závodního víkendu se sprint závodem měl tým na ověření změn pouze jeden trénink před páteční kvalifikací pro nedělní závod. I díky provedeným změnám se oba jezdci probojovali až do třetí části kvalifikace. V případě Norrise ovšem tým využil všechny sady měkkých pneumatik a tak mu znemožnil pozdější účast v třetí části sobotního rozstřelu. V něm se Norris na úkor Piastriho těsně dostal do třetí části a tak do sprintu startovali jezdci z 10. a 11. místa. Zatímco Norrisova strategie nevyšla a kvůli zastávce v boxech se propadl až na 15. místo, Piastri si o jednu příčku polepšil. Tým tak v prvním sprint závodu sezóny nezískal ani jeden bod. Během závodu se oba jezdci vyvarovali problémů, ovšem ztratili pozice vlivem brzkých zastávek v boxech. Většina vozů totiž ke své zastávce využila safety car, který o pár kol později vyvolal poškozený vůz de Vriese. Norris tak po startu ze 7. pozice dokončil na předposledním bodovaném místě a získal pro tým další 2 body. Piastri závod dokončil 6 sekund za Norrisem na 11. místě. V Miami tým postrádal rychlost celý víkend. Oba jezdci vypadli hned v první části kvalifikace a nedokázali se v závodě posunout na bodované příčky. Piastriho závod byl navíc zkomplikován problémy s ovládáním brake-by-wire systému.
Celý víkendový program pro Grand Prix Emilia Romagna byl zrušen kvůli rozsáhlým povodním, které zasáhly i samotný okruh v Imole. Před velkou cenou Monaka představil McLaren dočasné zbarvení připomínající neoficiální zisk tzv. Trojité koruny, tedy vítězství v závodech Grand Prix Monaka, 500 mil Indianapolis a 24 hodin Le Mans. Oficiálně totiž toto ocenění získává jezdec, nikoliv tým. V tomto zbarvení bude monopost MCL60 závodit v Monaku a ve Španělsku. V kvalifikaci se Piastri nedokázal probojovat do třetí části kvalifikace a do závodu startoval z 11. příčky. Norris se do poslední části dostal, ale kvalifikoval pouze na 10. místě. Jeho poslední kvalifikační pokus vzdal poté, co jej v tunelu zablokoval Leclerc. Ačkoliv byl závod ovlivněn silným deštěm, během kterého mnozí jezdci ztratili kontrolu nad svým vozem, nebyl na trať vyslán Safety Car a většina vozů závod dokončila. V závodě dokázali oba jezdci předjet Cunodu a získali tak pro tým 3 body. Přesto McLaren klesl v poháru na 6. místo se ztrátou 18. bodů na tým Alpine.
V Barceloně se oba jezdci probojovali až do třetí části kvalifikace, přičemž Norris startoval do závodu ze 3. příčky. Šanci na bodový výsledek však ztratil hned v prvním kole po kolizi s Hamiltonem a následné vynucené zastávky v boxech. Piastriho závod byl méně dramatický, avšak jeho závodní rychlost nebyla dostatečná a také dokončil závod mimo bodované pozice. V pravidelné pozávodní zprávě McLaren uvedl, že rychlost z kvalifikace se nepřenesla do závodu. V deštěm ovlivněné kvalifikaci na Grand Prix Kanady se oba jezdci opět probojovali do poslední části. Do závodu startovali díky Saizově penalizaci za sebou ze 7. (Norris) a 8. (Piastri) místa a to i přes Piastriho nehodu. V závodě oba jezdci opět neměli dostatečnou rychlost udržet své pozice a na bodované pozici dokončil pouze Norris. Ten však o své místo i body přišel kvůli penalizaci +5 sekund za nesportovní chování, když zpomalil za Safety Carem, aby neztratil čas za svým týmovým kolegou při zdvojené zastávce v boxech. Tým později proti tomuto rozhodnutí podal protest, který však nebyl uznán.

### Evropská část

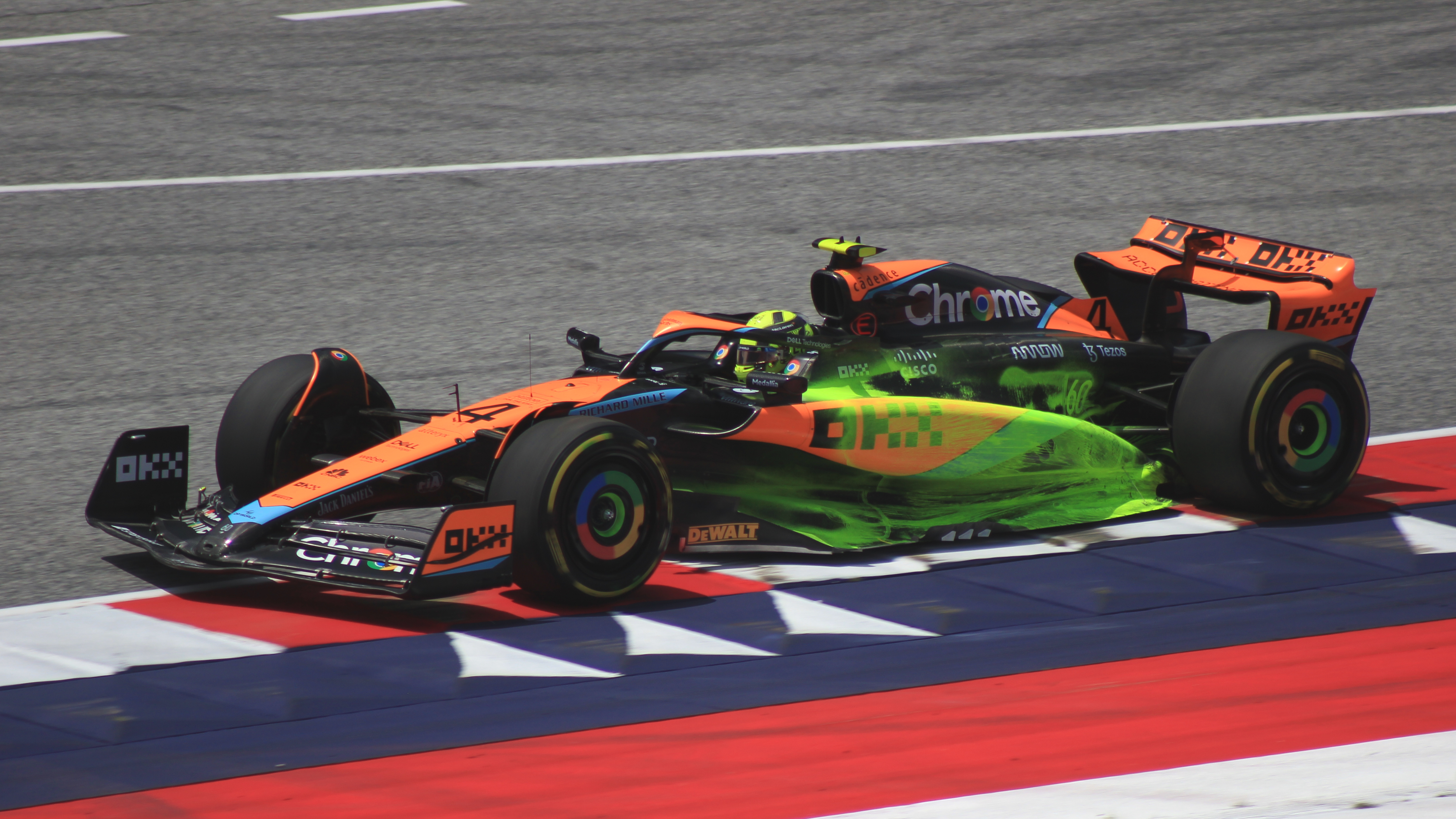
Lando Norris v Rakousku během ověřování prvního velkého balíku zlepšení, který proměnil sezónu celého týmu.

Před přesunem do Rakouska oznámil McLaren, že první část zlepšení původně plánovaná až pro Grand Prix Velké Británie obdrží Norris o závod dříve. Piastri se zlepšení svého vozu dočká až podle plánu. První část velkého balíku, který tým označuje jako "B-verzi" svého vozu, zahrnuje kompletně přepracovanou podlahu, bočnice a kryt motoru. Další optimalizace zahrnují upravená zpětná zrcátka a aerodynamický kryt ochrany Halo. Hlavním cílem těchto úprav je zvýšit aerodynamickou účinnost vozu a umožnit týmu používat nastavení pro vyšší přítlak bez přílišného nárůstu odporu vzduchu. Norris za urychlení plánů týmu poděkoval a dodal, že zlepšení by se měla projevit na všech částech okruhu od pomalých zatáček po rovinky. Předchozí vylepšení v Baku byly určeny pro přechod na tento nový aerodynamický koncept a nikoliv pro samotné zvýšení výkonnosti. Celý víkend se nesl ve znamení smazaných kol a penalizací za překročení traťových limitů, kvalifikaci nevyjímaje. V ní Norris získal 4. místo, zatímco Piastriho čas stačil pouze na 13. příčku. Značný rychlostní rozdíl pokračoval i v rozstřelu, kde se Norris pro odpolední Sprint závod kvalifikoval dokonce na 3. místě, zatímco Piastri nepostoupil z první části a skončil 17. Ovšem v prvním kole Norris doplatil na bojující Red Bully, jeho vůz přešel do režimu "anti-stall" a propadl se až na 10. místo, odkud se již na body neprobojoval. Piastri se dokázal probojovat dopředu, ale dosáhl pouze na 11. místo. Jeho vůz byl navíc poškozen v hlavním závodu a po penalizacích ostatních jezdců byl klasifikován pouze na 16. pozici. Naopak Norrisův závod proběhl bez větších obtíží a jeho tempo stačilo, aby závod dokončil na 5. místě. Díky následné penalizaci +10 sekund Carlose Sainze, opět za překročení traťových limitů, se posunul na 4. místo. Po závodě uvedl ředitel Andrea Stella, že tento výsledek lze připsat jak Norrisovi a jeho dobrým výsledkům na této trati, tak i vylepšenému vozu. 
V rámci pokračujících oslav 60. let od založení týmu představil McLaren speciální chromované zbarvení pro víkend v Silverstone. Nátěr má připomínat fanoušky oblíbené zbarvení, které tým používal v letech 2006 až 2014. V trénincích se oba jezdci pohybovali na hraně bodovaných příček, zatímco tým se soustředil na analýzu a ladění nových vylepšení, které již měli k dispozici oba jezdci. Na základě časů z tréninku neočekával tým radikální posun ve výkonnosti. V kvalifikaci poznamenané proměnlivými podmínkami ovšem dokázal oba vylepšené McLareny překonat pouze Verstappen. Rychlost se přenesla i do závodu a díky dobrému startu se Norris dostal před Verstappena, který se v prvních zatáčkách musel bránit i před Piastrim. Po několika kolech se ovšem Verstappen vrátil na první místo a pořadí na pódiových příčkách se až do zastávek v boxech ustálilo. Piastri, který z obou vozů McLaren zajel do boxů jako první, doplatil na pozdější výjezd Safety Caru a ztratil pozici vůči Hamiltonovi. Norris zastavil v boxech během výjezdu Safety Caru a tak jej zastávka nijak nezpozdila. Tým se rozhodl pro konzervativní strategii a na oba vozy nasadil tvrdou směs pneumatik. Verstappen a Hamilton ovšem nasadili použité měkké pneumatiky a Russell měl již několik kol nasazenu střední sadu. Přes očekávání všech, včetně Norrise s Piastrim, se oba jezdci na svých pozicích udrželi. Klasifikací na 2. a 4. místě získali pro tým celkem 30 bodů, více než v celém dosavadním průběhu sezóny. McLaren se díky tomuto výsledku vrátil v poháru konstruktérů na 5. místo.
Před Velkou Cenou Maďarska Norris mírnil další očekávání. Dle něj pomalé zatáčky na Hungaroringu odhalí přetrvávající slabiny monopostu. Těsně před závodním víkendem navíc tým uvedl, že plánovaná třetí část zlepšení bude odložena a oba jezdci pojedou se specifikací, kterou měl k dispozici Norris v Silverstone. Přes tato prohlášení se oběma jezdcům podařilo kvalifikovat do druhé řady a Norris opět dokončil závod na 2. místě. Piastrimu se povedl start do závodu, kdy dokázal předjet jak Hamiltona tak svého týmového kolegu, ale v pozdějších fázích závodu neudržel tempo s čelními vozy a dokončil o příčku níže na 5. místě. Během deštivého víkendu v Belgii dosáhl McLaren zásluhou Piastriho opět na stupně vítězů, ovšem pouze ve zkráceném Sprit závodu. Piastriho účast v hlavním závodu skončila již v první zatáčce po kolizi se Sainzem. Norris se trápil se špatně nastaveným vozem, kdy kvůli vysokému přítlaku zadního křídla ztrácel příliš mnoho času na rovinkách. Díky krátkému dešti a dobré strategii se mu podařilo dokončit na 7. místě, ze kterého také vystartoval. Po závodě vyplynulo, že velké zadní křídlo bylo výsledkem kompromisu a tým již pracuje na upravené verzi pro další závody vyžadující nízký přítlak. V Nizozemsku startoval Norris z 2. a Piastri z 8. příčky. Špatně zvolená strategie v úvodu závodu, kdy během proměnlivých podmínek zajel Norris do boxů o kolo později a Piastri dokonce přečkal úvodní přeháňku na suchých pneumatikách, způsobila propad obou jezdců. Ani v posledním závodě Evropské části šampionátu v Itálii tým nedosáhl na další pódium, přičemž Piastri ani nedosáhl na body. Výsledek obou jezdců byl ovlivněn penalizacemi a především vzájemnou kolizí.

### Závěr sezóny
Do Singapuru přivezl tým další velký balík zlepšení zaměřený na chování vozu v pomalých zatáčkách. Změny se týkaly přítlačných křídel, kapotování motoru a také zadního zavěšení. Stejně jako dříve v sezóně, dokázal tým připravit pouze jednu sadu vylepšených dílů, kterou obdržel Norris. Ten kvalifikoval do druhé řady zatímco Piastri se nedostal z první části kvalifikace. V závěru závodu vsadily oba Mercedesy na agresivní strategii s dodatečnou zastávkou v boxech během virtuálního safety caru. Díky tomu se Norris posunul na druhou příčku, kterou udržel s pomocí vítěze závodu Carlose Sainze. Ten schválně zpomalil, aby snížil odstup od Norrise pod 1 sekundu čímž mu umožnil využívat DRS pro obranu před Russelem. Piastri se po nepovedené kvalifikaci také dokázal probojovat na bodované příčky. Do Japonska přivezl tým několik dalších úprav, z nichž některé jsou přímo určeny pro Suzuku. Ve vydařené kvalifikaci, ve které překonal Piastri Norrise, obsadili oba jezdci 2. a 3. místo za Verstappenem. V závodě se Norris dokázal probojovat před Piastriho. Ten sice nestačil Norrisovu tempu, ale udržel 3. místo s "pohodlným" náskokem a získal tak své první pódium ve Formuli 1. Ve vysokými teplotami sužovaném Kataru navázal Piastri na toto pódium vítězstvím ve Sprint závodu a druhým místem v hlavním závodě. Norris svého týmového kolegu na obou pódiích doplnil třetími místy. V jediném víkendu tak McLaren získal 47 bodů a stáhnul ztrátu na Aston Martin na pouhých 11 bodů. Pro srovnání během 6 závodů od Belgie po Katar získali Fernando Alonso a Lance Stroll dohromady 46 bodů. Kvůli problémům s pneumatikami během víkendu byl v závodě stanoven limit 18 kol pro životnost pneumatik bez ohledu na použitou směs, čímž zmizelo jakékoliv šetření pneumatik a došlo k celkovému zvýšení závodního tempa. V Texasu navázal Norris na svou formu vydařenou kvalifikací (2. místo) a získal body jak ve sprintu tak v hlavním závodu. V něm po vydařeném startu polovinu kol vedl a nakonec dojel na 2. místě. Piastriho víkend byl o poznání horší, neboť ve sprintu nedosáhl na body a z hlavního závodu musel po kolizi odstoupit. Kvalifikace pro závod v Mexiku se Norrisovi nepovedla a startoval až ze 17. pozice. I přes nepovedený restart závodu se však dokázal probojovat na 5. pozici, přičemž překonal i svého týmového kolegu Piastriho, jenž dokončil závod na 8. místě. V Brazílii se Norris vrátil na pódium a obsadil 2 místo ve sprintu i hlavním závodě. Naopak Piastri opět nebodoval. V hlavním závodu byl účastníkem kolize po startu a i když tým dokázal vůz díky červeným vlajkám opravit, kvůli pravidlům pokračoval v závodě o kolo zpět. Návrat Formule 1 do Grand Prix Las Vegas 2023 se McLarenu nevydařil. Do závodu vyjel Norris a Piastri na 15, resp. 18 místě. Zatímco Piastri se dokázal probojovat do první desítky a získal tak aspoň dva body, Norrisův závod skončil nehodou ve 3. kole. V posledním závodu sezóny dojeli oba jezdci za sebou na 5. (Norris) a 6. místě (Piastri), čímž zajistili týmu 4. místo v Poháru konstruktérů.

### Zhodnocení sezony
Již od představení vozu McLaren mírnil očekávání. Sliby blížícího se velkého balíku zlepšení nedokázaly zakrýt pochybnosti vzniklé slabými výsledky v úvodních závodech. V červnu prohlásil Mika Häkkinen, že očekává "masivní zlepšení" po kterém dokáže McLaren bojovat s Red Bullem. V té době měl tým na kontě pouhých 17 bodů a dosud nasazené změny nepřinesly žádný výrazný posun vpřed. Když Norris ve vylepšeném voze dosáhl na 4. místo v Rakousku, opatrně přisuzoval tento výsledek právě provedeným změnám. To se potvrdilo hned v dalších dvou závodech, ve kterých získal 2. místo. Ve snaze nasadit zlepšení co nejdříve je obvykle dostal jen Norris, zatímco nováček Piastri musel čekat do dalšího závodu. A tak zatímco v doslova přelomovém Rakousku nebodoval, v dalších dvou závodech získal sám 22 bodů. Následně forma týmu nepatrně opadla až do Singapuru, kdy byl nasazen další velký balík zlepšení. V následujících 4 závodech získal tým celkem 6 pódiových umístění. Piastri navíc získal své první vítězství a to ve sprint závodu v Kataru. Ve zbytku sezóny tým opět pravidelně bodoval. Zisk 302 bodů stačil na 4. místo v Poháru konstruktérů. Häkkinenova předpověď se tedy potvrdila a v některých závodech se McLaren skutečně dokázal stát pro Red Bull aspoň na krátkou dobu soupeřem.

## Umístění v sezóně 2023
| Legenda k tabulce | Legenda k tabulce                                                                       |
| Barva             | Výsledek                                                                                |
| ----------------- | --------------------------------------------------------------------------------------- |
| Zlatá             | Vítěz                                                                                   |
| Stříbrná          | 2. místo                                                                                |
| Bronzová          | 3. místo                                                                                |
| Zelená            | Bodované umístění                                                                       |
| Modrá             | Nebodované umístění                                                                     |
| Modrá             | Dokončil neklasifikován (NC)                                                            |
| Fialová           | Odstoupil (Ret)                                                                         |
| Červená           | Nekvalifikoval se (DNQ)                                                                 |
| Červená           | Nepředkvalifikoval se (DNPQ)                                                            |
| Černá             | Diskvalifikován (DSQ)                                                                   |
| Bílá              | Nestartoval (DNS)                                                                       |
| Bílá              | Závod zrušen (C)                                                                        |
| Světle modrá      | Pouze trénoval (PO)                                                                     |
| Světle modrá      | Páteční testovací jezdec (TD)                                                           |
| Bez barvy         | Netrénoval (DNP)                                                                        |
| Bez barvy         | Vyřazen (EX)                                                                            |
| Bez barvy         | Nepřijel (DNA)                                                                          |
| Bez barvy         | Odvolal účast (WD)                                                                      |
| Bez barvy         | Nezúčastnil se (prázdné)                                                                |
| Označení          | Význam                                                                                  |
| Tučnost           | Pole position                                                                           |
| Kurzíva           | Nejrychlejší kolo                                                                       |
| †                 | Jezdec nedojel do cíle, ale byl klasifikován, protože odjel více než 90 % délky závodu. |
| ‡                 | Byl udělován poloviční počet bodů, protože bylo odjeto méně než 75 % délky závodu.      |
| Horní index       | Umístění bodujících jezdců ve sprintu                                                   |

| Rok  | Šasi          | Motor                                      | Pneu | No. | Jezdci        | 1   | 2   | 3   | 4   | 5   | 6   | 7   | 8   | 9   | 10  | 11  | 12  | 13   | 14  | 15  | 16  | 17  | 18  | 19  | 20  | 21  | 22  | 23  | Body | Umístění |
| ---- | ------------- | ------------------------------------------ | ---- | --- | ------------- | --- | --- | --- | --- | --- | --- | --- | --- | --- | --- | --- | --- | ---- | --- | --- | --- | --- | --- | --- | --- | --- | --- | --- | ---- | -------- |
| 2023 | McLaren MCL60 | Mercedes-AMG F1 M14 E Performance 1.6 V6 t | P    |     |               | BHR | SAU | AUS | AZE | MIA | EMI | MON | ESP | CAN | AUT | GBR | HUN | BEL  | NLD | ITA | SGP | JPN | QAT | USA | MXC | SAP | LAS | ABU | 302* | 4.       |
| 2023 | McLaren MCL60 | Mercedes-AMG F1 M14 E Performance 1.6 V6 t | P    | 4   | Lando Norris  | 17  | 17  | 6   | 9   | 17  | C   | 9   | 17  | 13  | 4   | 2   | 2   | 76   | 7   | 8   | 2   | 2   | 3   | 24  | 5   | 2   | Ret | 5   | 302* | 4.       |
| 2023 | McLaren MCL60 | Mercedes-AMG F1 M14 E Performance 1.6 V6 t | P    | 81  | Oscar Piastri | Ret | 15  | 8   | 11  | 19  | C   | 10  | 13  | 11  | 16  | 4   | 5   | Ret2 | 9   | 12  | 7   | 3   | 21  | Ret | 8   | 14  | 10  | 6   | 302* | 4.       |